# Teatro de marionetas de Dusambé
El teatro de marionetas de Dusambé —también conocido por su nombre en tayiko, teatri Luhtak— es desde su inauguración el 7 de septiembre de 1985 el único teatro de títeres activo en la capital de Tayikistán. El edificio de estilo soviético es obra del arquitecto Isuf Sangov y los artistas Alexander Grigorov e Ilya Ilyaev.

## Historia
Zafar Javadov fundó el teatro en 1985, cuya obra de inauguración fue Las aventuras de Muk del autor Sh. Kulyamov. Durante la historia de la institución se han representado más de cuarenta obras, tanto de autores tayikos como extranjeros. El mayor éxito lo tuvo la obra de Shamsi Kiyamov Oftobak, mokhtobak va khurusak (El sol, la luna y el gallo). El teatro cuenta con un estudio para niños, donde sus alumnos ponen es escena algunas representaciones.
En 1986, el teatro fue invitado a Alemania para participar en los «Días de Tayikistán». En 1988 sus artistas fueron a Suiza, y en 1989 acudieron a Mongolia y la antigua Checoslovaquia. Entre 1991 y 1992 participaron en un festival internacional de teatro en Teherán. Estuvieron en festivales en Lahore (Pakistán) en 1998 y en Italia el año siguiente.

## Festival internacional Chodari hayol
En 2007 el teatro de Dusambé celebró del 25 de septiembre al 2 de octubre el primer festival internacional de teatro de títeres, «Chodari hayol» (en español, Cortina de fantasía). Este acoge representaciones de artistas de países vecinos, como Kazajistán, Uzbekistán o Rusia, y tiene el objetivo de fortalecer las relaciones con otros pueblos y desarrollar la tradición tayika del teatro de títeres. Entre el 24 y el 29 de octubre de 2023 Dusambé celebró la séptima edición del festival.